# Edmur Péricles Camargo
Edmur Péricles Camargo (São Paulo, 4 de novembro de 1914 – 16 de junho de 1971), também conhecido como "Gaúcho" ou "Gauchão", foi um jornalista militante do Partido Comunista Brasileiro (PCB).
É um dos casos investigados pela Comissão da Verdade, colegiado instituído pelo governo brasileiro responsável por apurar mortes e desaparecimentos no país entre 18 de setembro de 1946 e 5 de outubro de 1988 e com foco na ditadura militar brasileira (1964-1985).
Edmur também é tido como o assassino do fazendeiro José G. Conceição, em Presidente Epitácio, São Paulo.

## Biografia
Edmur Péricles Camargo nasceu no dia 4 de novembro de 1914 na cidade de São Paulo SP, filho de Tomás Benedito Moura Camargo e Maria da Penha Amaral Vilaça. Jornalista por profissão, entrou, em 1944, para o Partido Comunista Brasileiro (PCB), onde publicou diversos textos partidários. Dois anos mais tarde, Camargo se juntou ao Sindicato dos Armadores, no Rio de Janeiro, e, em 1952, trabalhou no órgão de imprensa “A Tribuna Gaúcha”, pertencente ao PCB, em Porto Alegre.
Nos anos 50 ele participou em mobilizações camponesas concretizadas pelo PCB no norte do Paraná. Estas originaram a Revolta do Porecatu, que contou com cidades ocupadas e foi um marcante e importante momento da luta pela reforma agrária que aconteceu no Brasil. Durante o golpe militar, em abril de 1964, ele se exilou no Uruguai. Voltou ao Brasil três anos depois.
Contribuiu com as publicações Tema e Combate do PCB. Em 1967 ele acompanhou a luta camponesa que acontecia na cidade de Presidente Epitácio, localizada no interior do estado de São Paulo, o que terminou com a execução do principal indivíduo que estava em confronto com os camponeses naquela região: o fazendeiro José Gonçalves da Conceição, também conhecido como ‘Zé Dico’. Ele era acusado de ter contratado capangas para agredir, ameaçar e até matar os camponeses que estavam envolvidos na constituição de fazenda Bandeirante. De acordo com documentos dos órgãos de repressão, em 1968 Camargo teria assassinado o latifundiário a partir da ordem de Marighella. A notícia do ato foi publicada na primeira edição do jornal ‘O Guerrilheiro’, como ato de justiça social.
Acompanhou Carlos Marighella na cisão do PCB, que gerou primeiramente o Agrupamento Comunista de São Paulo e depois a Ação Libertadora Nacional. Em maio de 1969, porém, afastou-se de Marighella e se mudou para o Rio Grande do Sul, passando a ser chamado de “Gauchão”.
Em junho de 1969, Edmur desligou-se da Ação Libertadora Nacional (ALN) e criar a M3G (Marx, Mao, Marighella e Guevara), e por meio desta organização, fez, pelo menos, cinco assaltos a bancos no Rio Grande do Sul.
Ele foi preso pelo sequestro do embaixador suíço no Brasil, Giovanni Enrico Bucher que havia sido sequestrado pela Vanguarda Popular Revolucionária (VPR), e por isso esteve na lista dos 70 presos políticos que foram trocados pelo diplomata e consequentemente foram banidos do país. Naquela época, se encontravam no Chile um grande número de asilados políticos o que fez o fato entrar em agenda diplomática, antes do golpe militar que ocorreu em 1973 que depôs o presidente Salvador Allende.
Depois disso, viveu como exilado no Chile. Continuou atuando na resistência, mantendo contato com outros brasileiros em exílio.

## Desaparecimento
Edmur foi banido do Brasil após a troca do embaixador suíço no Brasil em 1971 com mais 69 presos políticos para o Chile, que ainda não vivia em período ditatorial. Em junho do mesmo ano, numa viagem com destino a Montevidéu onde trataria os olhos que ficaram com sequelas após as torturas sofridas no Brasil, Camargo foi interceptado por autoridades argentinas no Aeroporto de Ezeiza, em Buenos Aires onde o voo da Lan-Chile fez uma conexão. O jornalista considerado "terrorista" foi capturado pelos agentes do Regime Militar brasileiro, sendo colocado num avião da Força Aérea Brasileira (FAB) rumo ao Brasil. Desde então seu paradeiro é desconhecido, sendo considerado um "desaparecido político". No ano de 2013, foi assumido pela Comissão Nacional da Verdade a responsabilidade da FAB pelo desaparecimento de Edmur Péricles Camargo.
A cooperação de outros países latino-americanos nas ditaduras militares, fez com que exilados políticos fossem cruelmente mortos e desaparecidos.

## Desfecho
Em 2013, a Comissão Nacional da Verdade reconheceu a participação da Força Aérea Brasileira (FAB) no desaparecimento de Edmur. ‘Gauchão’ foi capturado pelos militares argentinos com o auxílio das autoridades argentinas e de informantes uruguaios. Para apoiar o argumento, Cláudio Fonteles, coordenador da CNV, reproduziu, em seu estudo, um documento secreto datado de 17 de junho de 1971, isto é, um dia após a morte de Edmur, que foi escrito por integrante do Exército Brasileiro em Buenos Aires. Os relatos sobre a passagem de "Gauchão" em Buenos Aires seguido de um pedido de prisão e a clara indicação de que haviam anunciado o acontecimento a Polícia Federal argentina atestam o envolvimento da FAB na morte do militante.
Isso confirma que o Brasil manteve relações de cooperação com outros regimes militares latino-americanos, anos antes da Operação Condor ganhar conhecimento público, em 1975.A operação Condor era uma parceria internacional entre o Brasil e a Cia, dos EUA, e foi criada para auxiliar os militares a organizar a repressão dos opositores e eliminar a esquerda no país.